# هادي يحمد
هادي يحمد (23 ديسمبر 1974 قابس–)، هو كاتب واعلامي تونسي.

## حياته
متحصل على شهادة الدراسات المتخصصة في الصحافة وعلوم الأخبار من معهد الصحافة بتونس وأستاذية في الآداب واللغة العربية من كلية الآداب بسوسة (1998). تخصص في الكتابة حول الحركات المتطرفة والجماعات الإسلامية اشتغل في العديد من الصحف والمجلات، كما عرف بتحقيقاته حول الأقليات، من قبيل أول تحقيق كشف واقع البهائيين بعنوان «أن تكون بهائيا في تونس» (مجلة حقائق 2002)  كما كتب تحقيقات أخرى تهم الأقليات الدينية والجنسية. اضطر إلى الهجرة إلى فرنسا سنة 2003 بسبب تحقيق شهير(1) بعنوان «هل يجب إصلاح السجون في تونس؟ !».

## مؤلفاته
- مارس 2015 : تحت راية العقاب، دار الديوان للنشر[8][9]
- مارس 2017 : كنت في الرقة، دار النقوش العربية[10][11][12] ترجم إلى الفارسية[13] ثم أُقتبِس في عمل مسرحي بعنوان «هارب من/إلى الدولة الإسلامية»، للمخرج «وليد الدغسني»[14]
- مارس 2019 : يوم جاؤوا لإعتقالي، أرابسك للنشر[15]

## الهوامش
- 1 : صدر في مجلة حقائق التونسية في عدد ديسمبر 2002 وهو التحقيق الذي سحب جراءه العدد من الأسواق وحرمت المجلة من الاشتراكات العمومية واضطر جراءه الكاتب للاستقالة والهجرة.[16]

## وصلات خارجية
- ركن هادي يحمد على قناة العربية
- حوار مع هادي يحمد على قناة فرنسا 24
- هادي يحمد في جريدة عربي 21
- تقرير عن هادي يحمد في موقع العربي الجديد
- حوار مع جورج طرابيشي على شبكة الجزيرة للدراسات
- هادي يحمد مقال آخر على موقع العربي الجديد
- هادي يحمد في اذاعة مونت كارلو

هادي يحمد في موقع حفريات
- هادي يحمد على موقع مكتبة الكونغرس الأمريكي
- هادي يحمد على موقع وزارة التعليم العالي الفرنسية
- هادي يحمد على VIAF.org